# Viitaanjärvi
Viitaanjärvi är en sjö i Finland. Den ligger i kommunen Idensalmi i landskapet Norra Savolax, i den centrala delen av landet, 400 km norr om huvudstaden Helsingfors. Viitaanjärvi ligger 86 meter över havet. I omgivningarna runt Viitaanjärvi växer i huvudsak blandskog. Den är 14,71 meter djup. Arean är 3,62 kvadratkilometer och strandlinjen är 28,77 kilometer lång. Sjön  ingår i Vuoksens huvudavrinningsområde. 